# 灰毛麻菀
灰毛麻菀（学名：Aster villosa）是菊科紫菀属的植物。分布于中国大陆的新疆等地，生长于海拔1,100米的地区，目前尚未由人工引种栽培。